# Jack Lait

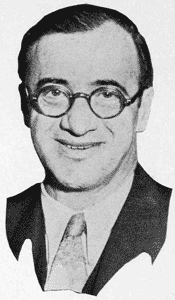
Jack Lait

Jacquin Leonard „Jack“ Lait (* 13. März 1883 in New York City; † 1. April 1954 in Beverly Hills) war ein US-amerikanischer Journalist, Dramatiker und Schriftsteller.

## Leben
Er wuchs in Chicago auf, wohin seine Eltern Leon Lait (1857–1943) und Anna Rosenthal (1860–1940) gezogen waren. Nach dem Besuch des Gymnasiums absolvierte Jack Lait die Chicagoer Technische Universität. In Chicago stieg der Journalist Jack Lait vom Reporter zum Herausgeber auf: In Hearsts Abendblatt Chicago American schrieb er über die Chicagoer organisierte Kriminalität, profilierte sich in der Chicago Tribune als Kolumnist und wirkte 1921 im King Features Syndicate als Zeitungs-Herausgeber. Er arbeitete 1925 bis 1930 an einem Comic mit und wurde ab 1934 Mitherausgeber der Tageszeitung New York Journal-American. 1936 bis 1952 war er bei der Morgenzeitung New York Daily Mirror zunächst Herausgeber und zuletzt Redakteur.
Lait betätigte sich in der Stummfilmära als Drehbuchautor. Texte aus seiner Feder waren in jener Zeit zudem am Broadway zu hören. Er war des Weiteren ein erfolgreicher Buchautor. Zwei von seinen vier Bestsellern, die allesamt das Wort vertraulich im Titel tragen, gemeinsam mit seinem Kolumnisten Lee Mortimer verfasst, wurden verfilmt.
Von 1929 bis 1932 war Lait Berater des späteren Präsidenten Franklin D. Roosevelt.
Lait heiratete am 6. März 1906 in Chicago Laura Belle Leusch (1883–1971). Das Paar bekam drei Kinder – George Kerston Lait (1906–1958), Jack Lait (1909–1961) und Lois Claire Lait (1913–1990).
Lait erkrankte im Herbst 1952 und starb im Frühjahr 1954 in seinem Haus in Beverly Hills an einer Herz-Kreislauf-Erkrankung. Die letzte Ruhe fand er auf dem Hollywood Forever Friedhof in Hollywood.

## Werk (Auswahl)
Prosa

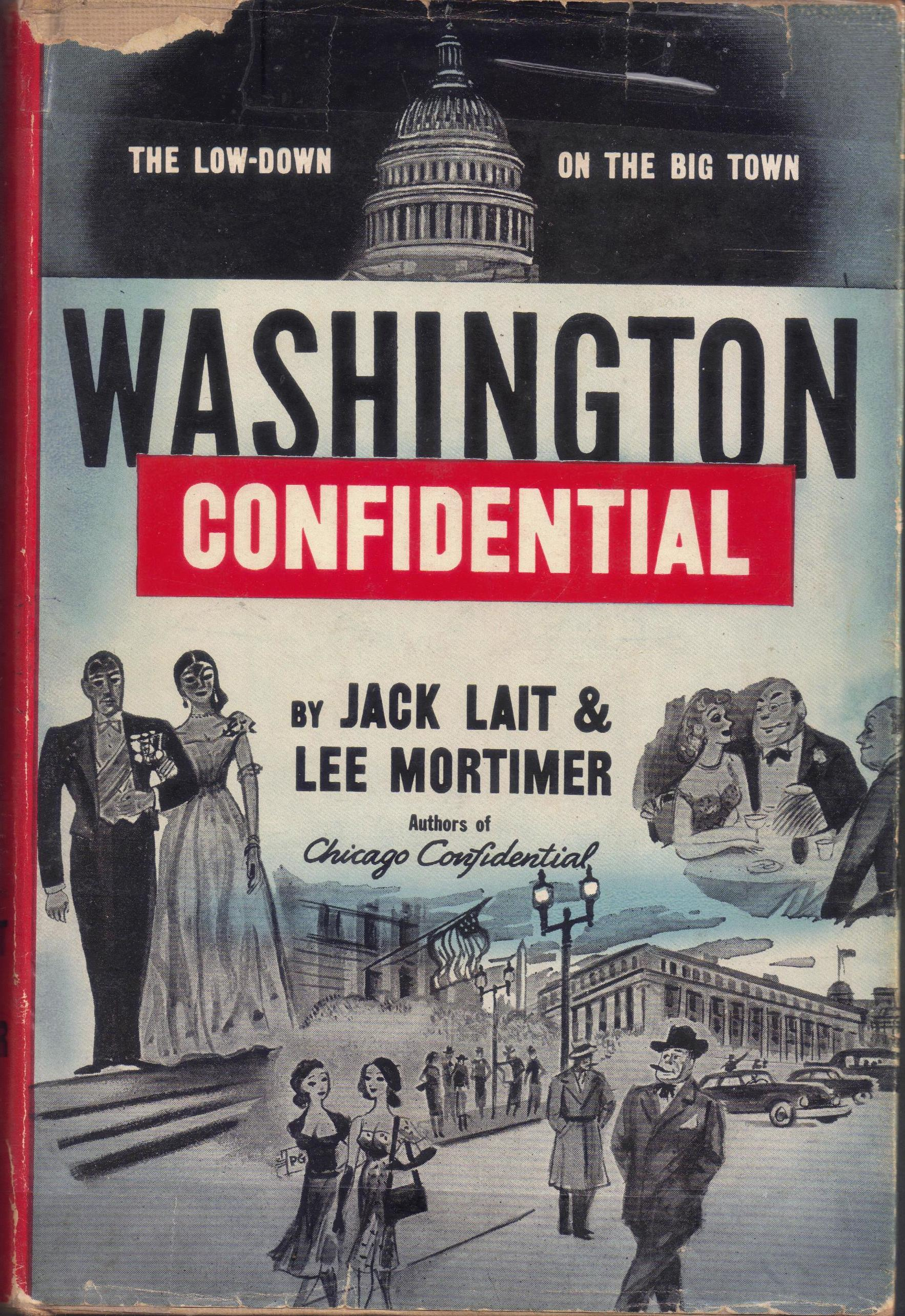
1951: Das Buch Washington confidential

- Beef, iron and wine . New York 1916 (archive.org)
- Gus the Bus and Evelyn, the exquisite checker. New York 1917  (archive.org)
- zusammen mit Lee Mortimer (1904–1963):
  - New York: confidential! Chicago 1948 (Ausgabe New York 1951 bei HathiTrust)
  - Chicago Confidential. Chicago 1950 (archive.org)
  - Washington confidential. New York 1951 (HathiTrust)
  - U.S.A. Confidential. New York 1952[2][3]
- A Practical Guide To Successful Writing. New York 1945  (archive.org)

Stücke
- 1935 mit Stephen Gross: The Hook-up, Bühnenstück in drei Akten, Aufführung am Cort Theatre[4]

Drehbücher
- 1915: Help Wanted, Stummfilm von Hobart Bosworth mit Lillian Elliott (1874–1959)[6]
- 1919: The Love Burglar (nach One of Us), Stummfilm von James Cruze mit Anna Q. Nilsson[7]
- 1922: Spice of 1922, Musical von Arman Kaliz, Musik:  J. Fred Coots, Henry Creamer und James F. Hanley[8]
- 1927 Mitarbeit: Rufus LeMaire's Affairs, Musical von Rufus LeMaire, Musik: Martin Broones[9]

## Verfilmungen
- 1931: Helden der Unterwelt (Bad Company) (nach dem Buch Put on the Spot) von Tay Garnett[10]
- 1955: Pantherkatze (nach dem Buch New York Confidential) von Russell Rouse mit Broderick Crawford[11]
- 1957 Chicago vertraulich (nach dem Buch Chicago Confidential) von Sidney Salkow mit Brian Keith[12]
- 1959 New York Confidential (39-teilige TV-Serie nach dem gleichnamigen Buch) von Jack Gage (1912–1989) mit Lee Tracy[13]